# Vigilance
Pour les articles homonymes, voir Vigilance (homonymie).
Pour le contradicteur de saint Jérôme, voir Vigilance (prêtre).
La notion de vigilance peut renvoyer à plusieurs réalités.
- Dans le domaine de l'éthologie, la vigilance est l'un des comportements-clé pour la survie de l'individu (et du groupe chez les animaux sociaux ou élevant leurs petits), notamment vis-à-vis des prédateurs et d'autres sources de danger ainsi que lors de la recherche de nourriture (tant pour les prédateurs que pour les populations proies).
- En psychologie, la vigilance est une forme d'attention soutenue de la part d'un individu (ou d'un groupe) occupé à accomplir une tâche particulière. Dans le cerveau humain, l'amygdale joue un rôle central dans l'attention vigilante, l'émotion[1] et de l'apprentissage des réponses apportées à la peur[2]. De nombreux métiers (ex gardien de nuit, contrôleur aérien, opérateurs sur machines dangereuses, chauffeurs, chirurgien, etc.) nécessitent une capacité à maintenir un haut niveau de vigilance durant de longues périodes ; capacité qui fait l'objet d'études en neurologie[3].

Il existe une revue scientifique exclusivement consacrée à ce sujet, titrée Vigilance (en anglais).

## En éthologie
Tous les sens contribuent à la vigilance (en partie instinctive, individuelle et parfois collective) qui est chez les animaux l'une des aptitudes-clés pour la survie des individus et des groupes. La vigilance limite le risque d'accidents mortels et de blessures, et est nécessaire à la détection précoce des prédateurs ou de divers aléas. 
Au-delà d'un certain seuil, elle devient néanmoins coûteuse, si elle épuise l'individu ou l'empêche de s'alimenter correctement. Elle diminue durant la période de repos et lors des activités liées à la reproduction (parade amoureuse, copulation notamment). Il semble que les animaux vivant en groupe puissent tirer bénéfice du groupe pour diminuer le besoin individuel de vigilance face aux prédateurs.
La vigilance face aux prédateurs est chez la plupart des animaux évolués un instinct profondément ancré. Une étude s'est intéressé à deux populations de cerfs à queue noire de Sitka (Odocoileus hemionus sitkensis) introduites au Canada plus de soixante ans plus tôt sur les îles Haida Gwaii (anciennement Îles de la Reine-Charlotte) où n'existe aucun prédateur de cervidés. Les auteurs pensaient qu'en ce laps de temps, les comportements anti-prédateurs de ces animaux auraient - dans ce contexte - dû s'altérer ; d'autant que dans cette île, faute de prédateurs ces cerfs ont presque épuisé leur ressource alimentaire, laissant supposer qu'un comportement anti-prédateurs inutile limiterait encore leur temps passé à chercher des ressources de plus en plus rares. Les auteurs ont installé des zones d'agrainage équipées de pièges photographiques afin de mesurer la vigilance en conditions d'alimentation standardisées, de jour comme de nuit. Contre toute attente, les cerfs n'avaient rien perdu de leur vigilance : en moyenne, ils étaient aux aguets 14 % du temps le jour, notamment en s'alimentant, de manière comparable aux comportements de cerfs de la même espèce dans les milieux où les prédateurs sont présents. Leur vigilance diminuait la nuit et avec la visibilité, mais pas le jour. Ils étaient le moins vigilants quand les appâts étaient le plus disponibles, « mais seulement lorsque la visibilité était aussi élevée ». Les auteurs estiment qu'à l'échelle temporelle de quelques générations, d'autres facteurs écologiques que la prédation pourraient suppléer à l'absence de risques significatifs induits par de grands prédateurs.
Chez certaines espèces (chez les suricates typiquement) il existe dans le groupe des « guetteurs » qui surveillent les alentours pendant que le reste de la colonie peut s'adonner avec tranquillité à ses activités[réf. souhaitée].

## En psychologie
La psychologie de la vigilance s'est développée dans la seconde moitié du XXe siècle, notamment pour répondre aux besoins de l'industrie et de l'armée et pour faire le point sur les théories de la vigilance existantes, un nombre croissant de métiers exigeant une vigilance sans faille. L'attention (requise ou instinctivement éveillée) d'un individu prend un aspect d'intensité, et sollicite l'ensemble des capacités de perception pour les concentrer au bon déroulement d'une tâche. L'erreur humaine est souvent liée à un défaut de vigilance et ses conséquences peuvent être aggravées dans certains grands systèmes complexes.
Elle repose à la fois sur des processus conscients et réflexes (certains stimuli orientant l'attention vers des événements ou situations susceptibles d'entraîner du danger ou d'avoir des effets désagréables).

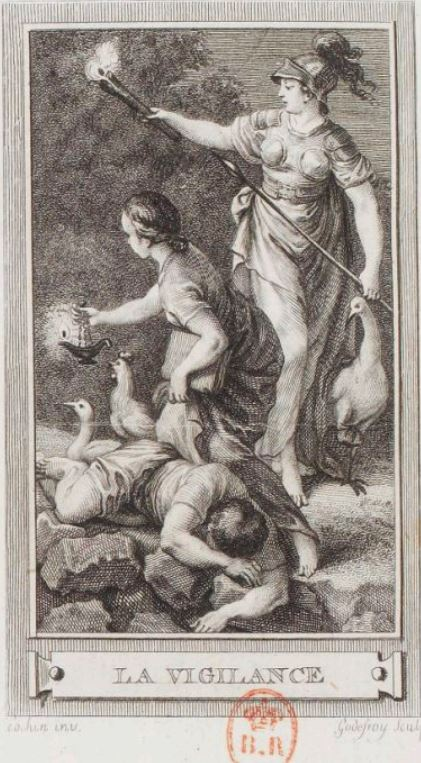
« L'emblême de la vigilance est une femme dans l'attitude de la marche, tenant sous son bras un livre, et de la main droite une lampe allumée. Le coq est son attribut particulier ; les iconologistes y joignent l'oye, comme symbole de la vigilance, parce que ce sont les oyes qui, par leur cris, sauvèrent le capitole. » Illustration de Charles-Nicolas Cochin dans Iconologie, ou Traité de la science des allégories en 350 figures gravées avec les explications relatives à chaque sujet par Gaucher

La vigilance qui se déploie spontanément est un bon indice de motivation dans beaucoup de situations[évasif][réf. souhaitée].
Jusqu'au milieu du XXe siècle, les tâches de vigilance ont été considérées comme requérant relativement peu d'effort mental, et la fonction de baisse de la vigilance était considérée comme le résultat d'une baisse de l'excitation provoquée par une sous-stimulation. Des études récentes se sont appuyées sur une analyse plus approfondie du type de tâche, sur l'évaluation de la charge mentale perçue et vécue en phase de vigilance, sur des études neuronales de la dépense énergétique et en ressources cérébrales et attentionnelles, ainsi que sur le niveau de stress induit par certains comportements de vigilance imposés aux individus. On a aussi comparé les situations où les tâches de vigilance sont successives et celles ou elles sont simultanées,, ce qui a permis de mettre en évidence des mobilisations différentes des ressources attentionnelles nécessaires (notamment quand la tâche dure dans le temps,). Ces études, tout comme les analyses subjectives faites par les individus montrent que la vigilance demande un effort important, et que la psyché est sensible aux facteurs qui augmentent les demandes de traitement. Un faisceau de preuves basées sur des mesures physiologiques, comportementales, neuronales, de neuro-imagerie et subjectives convergent pour montrer que la vigilance exige un travail mental difficile et stressant (d'autant plus stressant que la tâche est complexe ou difficile). Ceci est confirmé par des études physiologiques et par des témoignages subjectifs.
Les progrès de l'informatique ont permis de mettre au point de tests affinés de mesure de la vigilance ou des exercices permettant de s'entrainer à maintenir l'attention, et des outils de simulation (de vol en avion, de conduite de train, etc.), certains jeux vidéo pouvant aussi contribuer à entrainer la vigilance. 
La capacité de vigilance diminue avec le manque de sommeil, la prise d'alcool, de certains médicaments et de plusieurs types de drogues, et aussi dans un groupe dont la taille augmente. On cherche à mieux comprendre les sources d'atténuation de l'attention qui dans certaines professions peut être sources d'accidents graves (ex : contrôleur aérien).
Dominique Cardon et J Levrel en 2009 attribuent une partie de la réussite de Wikipédia à une gouvernance basée sur la vigilance participative

## En neurologie
On[Qui ?] s'intéresse plus particulièrement aux aspects déficitaires de la vigilance.
La neuro-imagerie dont l'échographie Doppler transcrânienne a apporté des preuves des changements de ressources liés à la diminution de la performance dans les tâches de vigilance,.  
Le niveau de vigilance peut être évalué par diverses échelles et sert à classifier les altérations de l'état de conscience. La plus connue des échelles d'évaluation de la vigilance est l'échelle de Glasgow, utilisée notamment en neuro-traumatologie pour déterminer la profondeur d'un coma.

## En philosophie
Certains courants spirituels et philosophiques[Lesquels ?] appellent vigilance l'état d'attention non dirigée (voir méditation[style à revoir]). À l'inverse de l'acception du domaine de la psychologie, cette attention n'est pas concentrée sur une tâche ou un objet, mais « ouverte » sur l'ensemble du champ perceptif, aussi bien externe qu'interne (environnement visuel, auditif, respiration, douleurs, démangeaisons, etc.). Le sujet est ainsi réceptif à la totalité de son environnement[réf. souhaitée].

## En santé publique
Pour la médecine et dans le domaine de la gestion des risques, notamment pour limiter le risque nosocomial, on[Qui ?] parle par exemple de vigilance sanitaire avec un système de veille sanitaire incluant : biovigilance, hémovigilance, infectiovigilance, matériovigilance, réactovigilance et pharmacovigilance, en s'appuyant sur l'analyse des retours d'expérience, la modélisation et des protocoles de gestion du risque ou méthodes tels que AMDEC, HACCP, HAZOP, « IF WHAT ». Des logiciels[évasif] sont développés pour aider les acteurs concernés[réf. souhaitée].

## Enhéraldique
La vigilance est le nom de la pierre que la grue tient dans sa patte droite. Selon les bestiaires du Moyen âge, les grues devant rester en sentinelle tenaient dans leur patte une pierre dont la chute les réveillait si elles venaient à s'endormir[réf. souhaitée].